# Bất khả đắc
Bất khả đắc (zh. bùkě dé 不可得, ja. fukatoku) nghĩa là "Không thể nắm bắt được."
Không thể đạt được, không thể hiểu được. Là điều không thể biết được, bất cứ nhọc công tìm kiếm như thế nào. 
1. Trong đạo Phật, không thể nào tìm thấy một ngã thể bất biến, nguyên si trong tất cả mọi hiện hữu (sa. nāvadhāryate, anupalabdhi);
2. Không thể, không thể đạt, không thể thực hiện;
3. Không tồn tại;
4. Sự vắng mặt của chấp trước vào một cơ sở tự tồn.

Trong kinh Kim Cang, Thích Ca Mâu Ni có dạy cho Tu Bồ Đề:
Quá khứ tâm, bất khả đắc, hiện tại tâm bất khả đắc, vị lai tâm bất khả đắc